# カティマ・ムリロ
カティマ・ムリロ（Katima Mulilo、ロジ語: quenches the fire、近くのザンベジ川の急流に由来）は、ナミビア北東端のカプリビ回廊に位置する町で、ザンベジ州（旧：カプリビ州）の州都。カティマ・ムリロ地方部とカティマ・ムリロ都市部の2つの選挙区からなる。略してカティマとだけ呼ばれることもある。人口は2001年で2万2134人だが、2010年には2万8100人まで増加していると推定される。ザンベジ河岸の国道B8号沿いにあり、熱帯の鳥類やサルの棲む青々とした植生が広がる。年間降水量は平均654mm。
最も近いナミビア領の町は、500km離れたルンドゥである。およそ40km東のブカロ村で、ボツワナへの道とンゴマへの道が分岐する。

## 歴史
1935年1月28日、カプリビ回廊の行政の中心がシュックマンスブルフからカティマ・ムリロに移された。この日がカティマ・ムリロの設置日とされる。現在の南西アフリカ人民機構 (SWAPO) 地域支部近くのバオバブの巨木の下に、地域事務所が建てられた。これは手付かずの森林が広がっていた当時のカティマ・ムリロにおいて、唯一の煉瓦モルタル造りの建物であった。この木はくりぬいて便所にされたため、現在は「トイレの木」として知られている。
当時、カティマ・ムリロの人口は非常にまばらであった。セブンスデー・アドベンチスト教会の運営する布教学校があり、小さな集落がそりの轍でのみ連絡していた。なにかしらの道路やインフラがなければ、ここからカプリビ回廊を統治することは難しかった。そのため、南アフリカ政庁は地域事務所の再移転を決定し、1939年にプレトリアへ移された。第二次世界大戦が勃発すると、主要な交通路、特にビクトリアの滝の鉄橋に近いカティマ・ムリロの位置は戦略的に重要となった。すべての兵站、人員、物資が流入されなければならなかった。1940年に現れた町で初めての自動車は、滑走路の管理者が所有していた。
1940年、ウィリアム・ビル・フィノーティがカティマ・ムリロで初めて店を開いた。この店の周囲の集落はのちに、彼にちなんだ名前となった。1950年代にはザンベジ川の交通が確立され、鉄道が通じるリビングストンまで行けるようになった。ムパチャ飛行場（現在のカティマ・ムリロ空港）は1965年に、6500万ランドという巨費を投じて造成された（当時の2ランドはおおむね1スターリング・ポンドに相当）。警察署は1961年にできた。
ンウェーゼ黒人居住区の建設がはじまった1965年、カティマ・ムリロは隔離都市に指定された。マフロの非公式入植地にはカプリビアフリカ国民連合 (CANU) のメンバーが留まり、政治活動を指揮したため、南アフリカ政庁は不満であった。ンウェーゼ（直訳すると「私を刺せ」の意）居住区は、地元の労働者とその家族にのみ地区内への居住を認めることで、黒人に対するある程度の監督を可能とするために設置された。同時に、カティマ・ムリロの中心部は「カティマ・ムリロ・プロパー居住区」とされ、白人のみに居住が制限された。ンウェーゼを建設した南ローデシア（現在のジンバブエ）のソールズベリ（現在のハラレ）のルイス建設の契約社員が野営した場所は、これにちなみルイス非公式入植地と名付けられた。当時、町には575人しか住んでいなかったが、1978年までに5000人を超えた。
1971年、カティマ・ムリロ一帯の地域は南アフリカ国境戦争に巻き込まれた。第二次大戦中のように戦略的な位置にあるこの地域は、この時はザンビアやアンゴラに軍隊を輸送するうえで重要であった。
1990年代に入ると、カプリビ回廊の分離を目指す反政府勢力のカプリビ解放軍 (CLA) とナミビア政府との間の武力衝突であるカプリビ紛争の中心地となった。1999年8月2日にはCLAが攻勢を仕掛け、国営ラジオ局を占拠し、警察署やワネラ国境駐屯地、陸軍基地を攻撃した。州内に非常事態宣言が出され、CLAの支持者と疑われた人々が逮捕された。

## 気候
温帯夏雨気候に属している。
| カティマ・ムリロの気候                                                  | カティマ・ムリロの気候 | カティマ・ムリロの気候 | カティマ・ムリロの気候 | カティマ・ムリロの気候 | カティマ・ムリロの気候 | カティマ・ムリロの気候 | カティマ・ムリロの気候 | カティマ・ムリロの気候 | カティマ・ムリロの気候 | カティマ・ムリロの気候 | カティマ・ムリロの気候 | カティマ・ムリロの気候 | カティマ・ムリロの気候 |
| 月                                                                      | 1月                    | 2月                    | 3月                    | 4月                    | 5月                    | 6月                    | 7月                    | 8月                    | 9月                    | 10月                   | 11月                   | 12月                   | 年                     |
| ----------------------------------------------------------------------- | ---------------------- | ---------------------- | ---------------------- | ---------------------- | ---------------------- | ---------------------- | ---------------------- | ---------------------- | ---------------------- | ---------------------- | ---------------------- | ---------------------- | ---------------------- |
| 平均最高気温 °C （°F）                                                  | 31.3 (88.3)            | 30.5 (86.9)            | 29.8 (85.6)            | 29.1 (84.4)            | 27.4 (81.3)            | 24.5 (76.1)            | 25.0 (77)              | 29.1 (84.4)            | 33.8 (92.8)            | 33.0 (91.4)            | 30.3 (86.5)            | 29.8 (85.6)            | 29.5 (85.1)            |
| 平均最低気温 °C （°F）                                                  | 19.1 (66.4)            | 19.1 (66.4)            | 18.7 (65.7)            | 14.6 (58.3)            | 10.2 (50.4)            | 6.1 (43)               | 4.6 (40.3)             | 8.3 (46.9)             | 14.1 (57.4)            | 17.8 (64)              | 19.3 (66.7)            | 18.8 (65.8)            | 14.2 (57.6)            |
| 降水量 mm （inch）                                                      | 169.4 (6.669)          | 160.6 (6.323)          | 88.7 (3.492)           | 17.7 (0.697)           | 1.9 (0.075)            | 0.5 (0.02)             | 0 (0)                  | 0.2 (0.008)            | 2.6 (0.102)            | 18.8 (0.74)            | 69.7 (2.744)           | 151.8 (5.976)          | 681.9 (26.846)         |
| % 湿度                                                                  | 68                     | 66                     | 70                     | 61                     | 53                     | 53                     | 62                     | 50                     | 42                     | 46                     | 49                     | 57                     | 56.4                   |
| 出典：Ministry of Works and Transport (Meteorological Service Division) |                        |                        |                        |                        |                        |                        |                        |                        |                        |                        |                        |                        |                        |

## 地区
旧黒人居住区のンウェーゼと、アパルトヘイト期に白人のみの地区だったカティマ・ムリロ・プロパーが最も古い地区である。バタフライ、カウボーイ、チョット、マホホマは非公式な入植地として登録されている。さらにナンブウェザ、ソウェト（南西居住区 (SOuth–WEstern TOwnships) の略。ヨハネスブルクの同名の地区を想起させる）、ニュールック、マブルマ、リャンバイ、ベビ、グリーンウェルマトンゴ、マカラバン東、マカラバン西、NHE（開発を行った官営の低価格住宅企業である国立住宅公社に由来）の各地区がある。

## 人口
マスビア族とマフウェ族が住んでいる。カティマの町章は向き合う2頭の象が描かれている点でザンベジ州のそれと非常によく似ているが、これは2つの民族の融和と平和的共存を表している。

## 経済
兵営として設置され、長年そうして歩んできたカティマ・ムリロは、今も軍事的役割を負っている。町の中心部には南アフリカ国防軍の軍事基地が置かれ、ほとんどすべての家が防空壕を備えていた。インフラの雇用の点では軍の存在から利益をこうむることもあり、未だに町の周囲には多くの基地がある。
ザンベジ川にかかり、ザンビアのカッパーベルトとナミビアのウォルビスベイとを結ぶカティマ・ムリロ橋が2004年に開通してから、カティマ・ムリロは大型の投資をひきつけ急成長を遂げている。この発展はしかし、闇取引の温床ともなり、また社会の安定を危険にさらすほどの大きさのスラム街の確立に駆り立てている。
町は輸出加工区とナミビア最大の自由市場を売りものにしている。主要な国際電力網のカプリビ・リンク・インターコネクターが開通してから、電力供給は改善された。現在、ザンベジ河岸観光計画が進んでいる。カプリビの地方紙である「ザ・カプリビ・ビジョン」は、この町で刊行されている。
1999年10月2日の町制施行以来、カティマ・ムリロは着実に発展しているが、ナミビアのほかの町や都市にはいまだ追いついていない。いくつかの通りはタール舗装で、街灯や下水道の整っていない所もある。信号は一箇所もない。便所がないため多くの住民は茂みで用を足し、下痢などの疾病の発生が多い。
この町は汚職や財政上の不始末、1998年にSWAPOが町議会の多数派を形成して以来の議員間の内紛に影響されてきた。国有企業のナムウォーターによる水の供給は不安定である。

## 交通
カティマ・ムリロはカプリビ横断ハイウェイの終点で、これよりザンビアに入る（アフリカ大陸を縦断するトリポリ-ケープタウン・ハイウェイの一部）。カプリビ横断ハイウェイは1999年に開通し、セシェケに通じる橋の完成で2004年に全通した。
ナミビアの鉄道網は通じていない。2007年10月に、この町を経てナミビアとザンビアとを接続する鉄道の計画案が公表された。ナミビアのグルートフォンテインとカティマ・ムリロを結び、それからザンビアのムロベジに至る路線である。
南西およそ18kmにカティマ・ムリロ空港があり、首都ウィントフックから定期便が運航されている。

## 文化・教育
カティマ・ムリロが正式に設置される以前から、布教団はこの地域ですでに学校を運営していた。セブンスデー・アドベンチスト教会がひとつと、カプチン・フランシスコ修道会の学校もひとつあった。現在ではカティマ高校、カプリビ中学校、キジト中学校、ングウェゼ中学校、マブルマ中学校、それに多くの小学校がある。また、ザンベジ職業センターとナミビア大学 (UNAM) の教員養成キャンパス（旧カプリビ教育大学）の2つの高等教育機関がある。ナミビア大学と統合する前、カプリビ教育大学には400人の学生と70人の職員がいた。
町にはカプリビ芸術センターがあり、年に一度カプリビ文化祭が開かれる。

## 出身有名人
- ライアン・ヌヤンベ - サッカー選手